# Forties
Forties est le plus grand gisement pétrolier jamais trouvé dans les eaux britanniques de la mer du Nord, connecté à l'oléoduc Forties (le plus gros réseau de pipe-lines jamais posé dans le secteur britannique en Mer du Nord (aussi dit FPS pour "Forties Pipeline System"), qui, fin 2017, exporte vers l'Écosse à partir des plateformes 40 % de la production d'hydrocarbures de la mer du Nord dite britannique 400 000 à 450 000 barils/jour en 2017).  

## Histoire

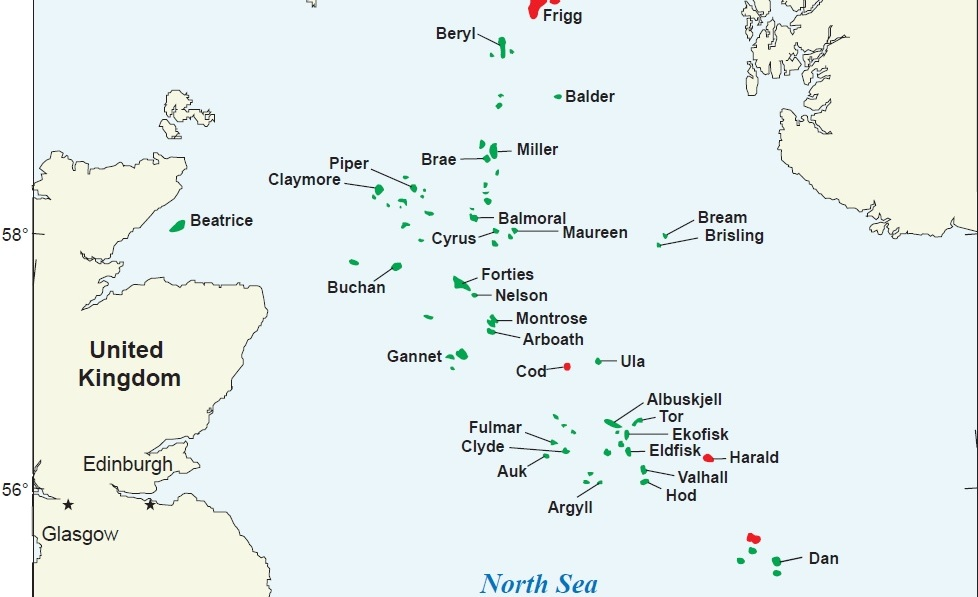
Carte des champs pétro-gaziers de la Mer du Nord

Ce gisement  fut découvert en 1970 par BP dans le secteur central de la mer du Nord (GPS : 0° 52’ E 57° 44’ N), au début de la vague aussi impressionnante qu'éphémère de grandes découvertes pétrolières dans ce pays. Il fut mis en production avec quatre plateformes (une cinquième fut ajoutée en 1987).
À la fin des années 1970, le gisement produisait quelque 500 kbbl/j.
En 2003, le gisement, moribond (la production n'était plus que de 40 kbbl/j) fut revendu à Apache Corporation, un producteur moyen américain. Cette cession fut perçue comme le début d'un désengagement des majors de la mer du Nord (région pétrolière vieillissante) au profit de compagnies plus petites. Toutefois, il n'y a en réalité eu qu'une poignée de reventes du genre depuis. Apache parvint à doubler la production en forant une série de nouveaux puits.
La production cumulée est de 2,5 Gbbl environ. Il reste quelque 150 Mbbl de réserves prouvées, valeur qu'Apache espère étendre sensiblement. Plus de la moitié du pétrole initialement en place (estimé à 5 Gbbl) sera donc récupéré.
L'oléoduc a été vendu le 31 octobre 2017  par la major pétrolière britannique BP (250 millions de dollars) à INEOS , qui transporte en temps normal quelque 450 000 barils de pétrole par jour, d'après la direction d'Ineos.

## Problèmes techniques
47 ans après la découverte du gisement, fin 2017, le groupe pétrochimique Ineos a du stopper l'utilisation de l'oléoduc Forties / FPS pour cas de "force majeure" en raison de la découverte d'une fêlure. Le groupe n'a pas annoncé tout de suite la mise à l'arrêt, annonce qui  a rapidement fait monter les cours du baril de pétrole Brent, et par effet rebond le prix du gaz (en effet le pétrole de Forties est l'un des étalons qui servent à fixer le prix du Brent, lequel est la référence pour le prix du pétrole hors des États-Unis,

Après trois semaines de réparation et un redémarrage à 50 % de sa capacité le groupe a jugé le lien à nouveau "pleinement opérationnel" et l'a fait savoir le 14 décembre (3 jours après  l'annonce publique faite le 11 décembre de l'arrêt du pipeline).